# Maltaş
Koordinaten: 39° 2′ 35″ N, 30° 31′ 6″ O
Die phrygische Kultfassade Maltaş  (auch Mal Taş) aus dem achten Jahrhundert vor Christus liegt im Landkreis İhsaniye der zentraltürkischen Provinz Afyonkarahisar, etwa 40 km nördlich der Provinzhauptstadt Afyon.
Sie ist vergleichbar mit dem als Midas-Grab bezeichneten Monument in Midasstadt und dem freistehenden Arslankaya. Diese Fassaden waren bis zu 17 Meter hoch, wurden oben von einem Giebel abgeschlossen und hatten unten eine zentrale Nische mit einem Kultbild der Kybele. Die 9 m breite Fassade von Maltaş ist bis zum Giebel vom Erdreich bedeckt, etwa 3,5 bis 4 m sind noch sichtbar. Die Front und das Giebelfeld sind von einem Rautenband eingerahmt, auf der Fassade ist ein geometrisches Muster erkennbar. An der linken Seite ist eine Inschrift in phrygischer Schrift zu sehen. Bei Ausgrabungen in den 1930er-Jahren kamen eine Nische und weitere Inschriften zum Vorschein.
Wenige hundert Meter entfernt liegen die beiden Felskammergräber Aslantaş und Yilantaş.

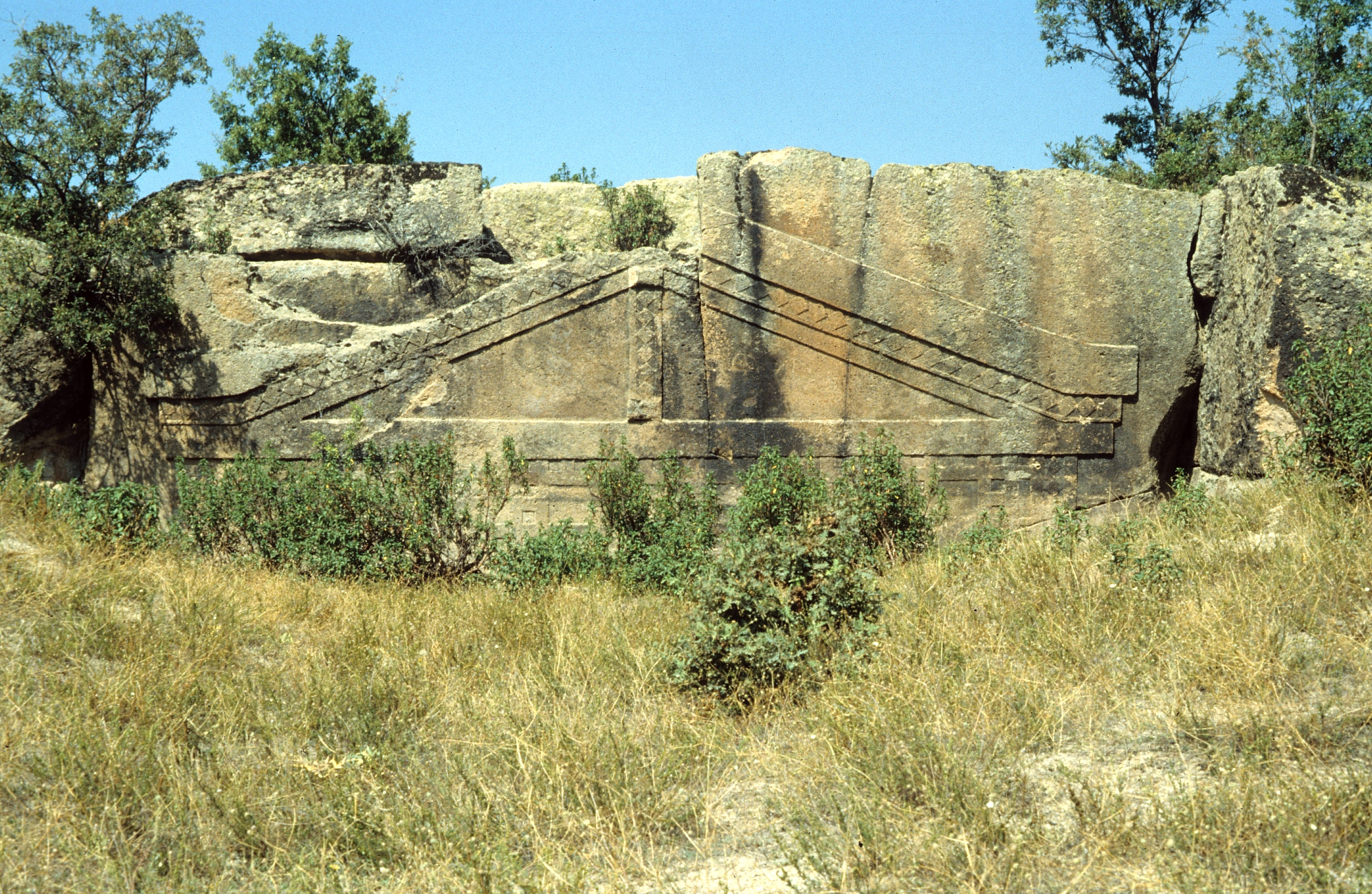
Versunkene Fassade
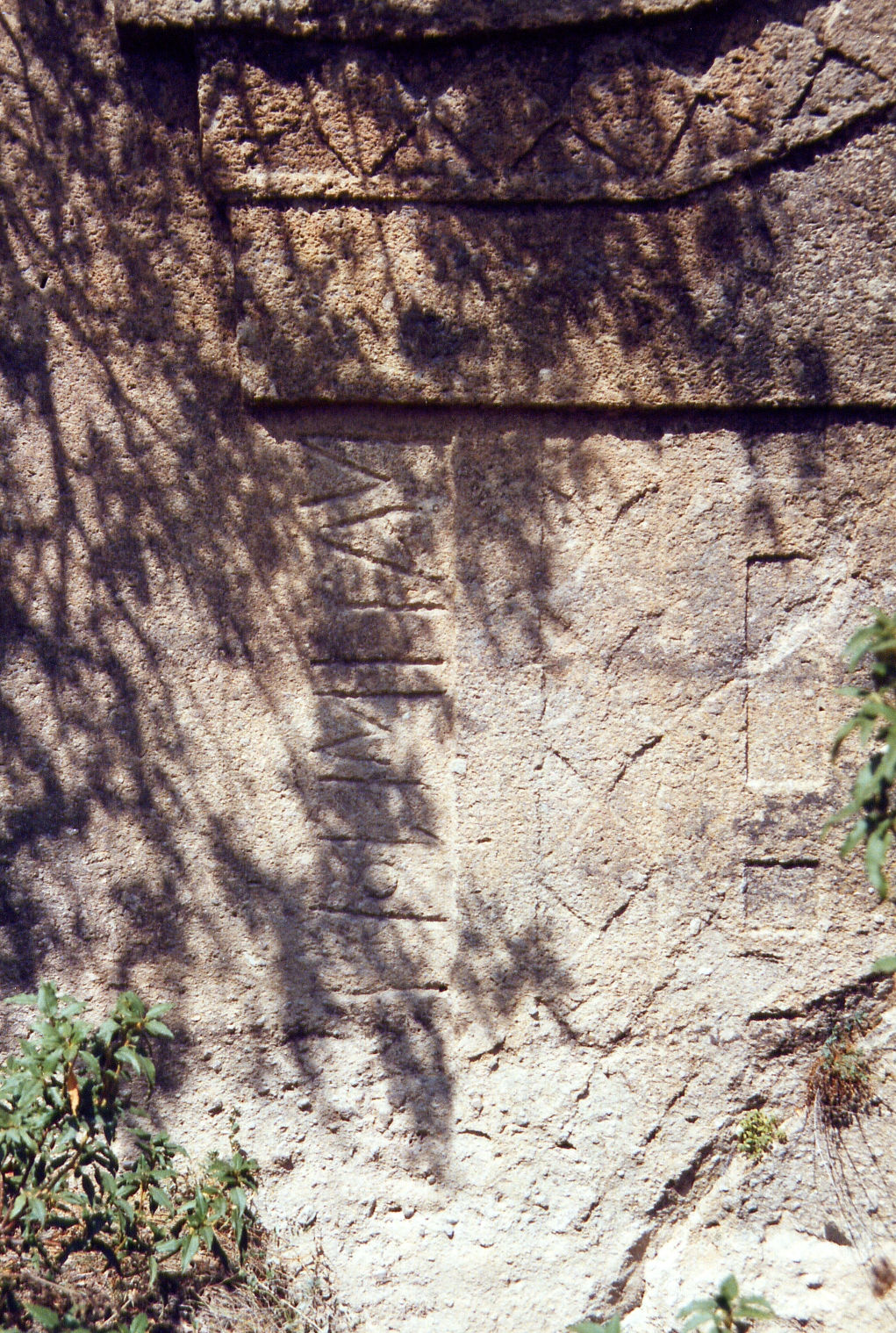
Phrygische Inschrift